# Фурсов, Василий Степанович
Васи́лий Степа́нович Фу́рсов (14 января 1910, Липецк — 17 ноября 1998) — советский и российский физик-теоретик, доктор физико-математических наук, заслуженный профессор МГУ. Лауреат трёх Сталинских премий.
Участник Великой Отечественной войны. Участник советской программы по созданию ядерного оружия. Занимался разработкой первого советского ядерного реактора. В течение 35 лет являлся деканом физического факультета МГУ им. Ломоносова.
Имеет работы по теоретической оптике, квантовой статистике и ядерной энергетике.

## Биография
Родился 1 (14 января) 1910 года в Липецке в рабочей семье.
В 1927 году поступил в МГУ на физическое отделение физико-математического факультета. В 1931 году окончил обучение по специальности «Теоретическая физика». С 1931 по 1939 годы работал аспирантом, ассистентом, доцентом в МГУ. В 1937 году защитил кандидатскую диссертацию «Флюктуации плотности в газе Ферми».
В 1939—1941 годах являлся и. о. заведующего кафедрой теоретической физики МГУ.
Это произошло после компрометации завкафедрой И. Е. Тамма (был арестован брат И. Е. Тамма, арестовали и расстреляли близкого друга И. Е. Тамма Б. М. Гессена).
После ухода В. С. Фурсова при избрании заведующего кафедрой возникла кризисная ситуация, и общественность во главе с П. Л. Капицей обратилась к власти в форме письма 14 академиков.
В 1940 году В. С. Фурсов стал членом ВКП(б).
В декабре 1941 года был призван в армию, занимался подготовкой политработников. В звании младшего политрука в составе 215-й стрелковой дивизии участвовал в кровопролитных боях на Калининском фронте за город Ржев. В качестве комиссара батареи руководил разведкой, организацией связи, корректировал действия артиллерийского подразделения.
В рамках советского атомного проекта 22 мая 1944 года одним из первых выпускников физического факультета МГУ был взят на работу в Лабораторию № 2 АН СССР, впоследствии получившую статус института и переименованную в Институт атомной энергии.
Участвовал в сборке и запуске реактора А-1 (8 июня 1948 года пробный запуск, 10 июня промышленный запуск и 19 июня выход на режим). Он был в администрации группы пуска П-2. Пуском руководил И. С. Панасюк, а B. C. Фурсов, Е. Н. Бабулевич и И. Ф. Жежерун были его ближайшими помощниками. В 1948—1951 годах являлся научным руководителем первого промышленного уран-графитового комбината № 817. С 1951 по 1957 годы работал заместителем научного руководителя, которым являлся И. В. Курчатов, этого же комбината. Известен тем, что именно он рекомендовал Курчатова в члены ВКП(б).
В начале 50-х годов XX века на физфаке МГУ сложилась нездоровая обстановка, результатом чего стали в 1952 году письмо ректора МГУ И. Г. Петровского к Л. П. Берии, а в 1953 году письмо министра культуры П. К. Пономаренко, министра среднего машиностроения В. А. Малышева, президента АН СССР А. Н. Несмеянова и академика М. В. Келдыша в Президиум ЦК КПСС, а также обращение студентов физфака в ЦК КПСС. Была создана комиссия, которая представила рекомендации по улучшению подготовки кадров на факультете. Одним из результатов работы этой комиссии стало назначение 5 августа 1954 года В. С. Фурсова деканом физического факультета МГУ.
В. С. Фурсов привлёк к преподаванию на физфаке таких известных советских учёных как И. Е. Тамм, М. А. Леонтович, Л. А. Арцимович, И. К. Кикоин, Л. Д. Ландау. Его деятельность привела к заметному оздоровлению ситуации на факультете. За годы управления Фурсовым на факультете открылся целый ряд новых кафедр: биофизики, волновых процессов, квантовой радиофизики.
В 1989 году В. С. Фурсов завершил свою работу на посту декана физического факультета МГУ.

## Научное творчество
Первым научным руководителем В. С. Фурсова стал С. И. Вавилов, под руководством которого Фурсов в 1931 году начал исследования по экспериментальной теме «Исследование концентрационной деполяризации флюоресценции в парах». В связи с переездом в 1932 году С. И. Вавилова в Ленинград научное руководство Фурсова взял на себя профессор В. Л. Левшин. Однако по прошествии полугода Фурсов почувствовал, что не склонен к экспериментальной работе и переключился на теоретические исследования.
В 1936 году В. С. Фурсов совместно с А. А. Власовым разработал теорию уширения спектральных линий на основе учёта межмолекулярных взаимодействий. Эта работа оказала значительное влияние на развитие оптики и спектроскопии.
Другим направлением ранних исследований В. С. Фурсова стала задача описания флуктуаций плотности идеальных Бозе- и Ферми-газов. В этом направлении им были впервые установлены законы корреляции флуктуаций в двух пространственно разделённых элементах объёма газа. Результаты этих исследований легли в основу кандидатской диссертации и в дальнейшем были использованы в задачах рассеяния рентгеновского излучения вырожденным электронным газом и гелием в сверхтекучем состоянии.
В 1944 году В. С. Фурсов начинает исследовательскую работу в рамках советского атомного проекта. Первым его результатом стало успешное применение теории параметрического резонанса в исследованиях устойчивости пучка ускоряемых заряженных частиц. На основе построенной теории им был предложен новый принцип фокусировки пучка быстрых частиц в ускорителях, известный как «метод жёсткой фокусировки». В 1950—1952 годах этот метод был детально разработан Н. Кристофилосом, Э. Курантом, М. Ливингстоном и X. Снайдером и получил широкое распространение.
Работая над проектом советской атомной станции, В. С. Фурсов провёл целый ряд теоретических исследований, посвящённых свойствам уран-графитовых реакторов. Впоследствии часть результатов этих исследований вошли в монографию учёного.

## Награды и премии
- орден Ленина (29.10.1949) — за успешное испытание первой советской атомной бомбы
- два ордена Трудового Красного Знамени
- орден «Знак Почёта»
- Сталинская премия второй степени (1949) — научный руководитель создания атомного реактора на заводе «А» комбината № 817
- Сталинская премия первой степени (1951) — за научно-техническое руководство проектными и конструкторскими работами заводов №2 и 4 и успешное освоение комбината №817
- Сталинская премия второй степени (1953) — за расчётные и экспериментальные работы по созданию реакторов для производства трития

Будучи деканом физфака МГУ был отмечен вторым орденом Ленина (23.01.1980), двумя орденами Трудового Красного Знамени, орденом Отечественной войны II степени и премией Совета Министров СССР.
В 1994 году В. С. Фурсов получил звание «Заслуженного профессора МГУ».
На факультете среди студентов и сотрудников  вошел в легенды своими жестко и единообразно соблюдаемыми правилами, а также  подписью  исключительно зелёными чернилами.

## Сочинения
- В. С. Фурсов. Уран-графитовые ядерные реакторы. — 2-е изд.. — М.: Изд-во АН СССР, 1956.